# Emmanuel Chabauty
Le chanoine Emmanuel Chabauty (né en 1827 et mort en 1914) était un prêtre catholique diocésain, journaliste et essayiste français. Il écrivit sous le nom de plume  de C. C. de Saint-André.

## Biographie
Il fut curé de Saint-André de Mirebeau, chanoine de Poitiers et d'Angoulême.
Il collabora au premier journal antisémite français, L'Anti-Sémitique. Il publia Etudes scripturales, patristiques, théologiques et philosophiques, sur l'avenir de la religion catholique selon le plan divin ou la régénération de l'humanité et la rénovation de l'univers qui sera mis à l'Index librorum prohibitorum.

## Thèses
En 1882, il publia dans son livre Les juifs nos maîtres ! une théorie du complot juif sous la forme d'un opuscule de l'abbé Jean-Baptiste Bouis, présenté comme prêtre d'Arles en 1644, décrivant une lettre de 1489 intitulée Lettre des juifs d'Arles envoyée aux juifs de Constantinople rédigée au nom des juifs de Provence par le Rabbin d'Arles, leur chef, écrivant à ses frères de Constantinople, le 13 janvier 1489, pour leur demander la ligne de conduite à suivre dans le contexte de l'édit sévère de Charles VIII de France, moins tolérant que les anciens rois de Provence, par lequel il enjoignait aux juifs provençaux de se faire chrétiens ou de quitter le pays. Le texte présente également la réponse du 21 novembre de cette même année des juifs de Constantinople, leur enjoignant la dissimulation, à la prise de pouvoir clandestine et à la pratique secrète du judaïsme.
C'est également un critique du Talmud.

## Œuvres

### Sous le pseudonyme de C. C. De St André
- Les Francs-Maçons et les Juifs. Sixième Age de l'Église d'après l'Apocalypse, (1880)

### Signées Emmanuel Chabauty
- Les juifs nos maîtres ! (1882), Texte en ligne.
- Etudes scripturales, patristiques, théologiques et philosophiques, sur l'avenir de la religion catholique selon le plan divin ou la régénération de l'humanité et la rénovation de l'univers
- Lettres sur les prophéties modernes
- Les Prophéties modernes vengées